# Калиновское (Херсонская область)
Кали́новское (укр. Калинівське; до 2016 г. — Кали́нинское, до 1944 г. — Калининдо́рф, до 1927 г. — Больша́я Сейдемену́ха) — посёлок в Бериславском районе Херсонской области. Центр Калиновской поселковой общины.

## История
Основан в 1807 году выходцами из Могилевской, Черниговской и Витебской губерний в качестве еврейской земледельческой колонии, носившей название Сейдеменуха, от ивр. שדה מנוחה‎ сейде менуха — «тихое поле» (также встречался вариант названия Сейдеминуха).
В 1840—1841 годах на окраине колонии поселилась группа переселенцев из Витебской губернии, после чего она разделилась на Большую Сейдеменуху и Малую Сейдеминуху. В 1850 году в колонии обосновалось 18 семей немцев-колонистов. По переписи 1897 года евреи составляли 81,8 % населения. В 1912 году открылось еврейское 2-классное училище. В 1916 году имелись 3 синагоги, хедеры, библиотека.
Во время Гражданской войны колония подвергалась погромам и грабежам. В 1923—1924 годах хозяйства были восстановлены при помощи Еврейского колонизационного общества и Джойнта, а также при содействии шестого любавического ребе Йосефа Ицхока Шнеерсона. С 1924 года колония пополнялась новыми переселенцами. В 1926 году выходцы из Большой Сейдеменухи основали неподалёку еврейскую земледельческую колонию Ротфельд (совр. Вишнёвое).
20 августа 1927 года районный центр село Большая Сейдеменуха Херсонского округа было переименовано в Калининдорф и Большой Сейдеменухинский район в Калининдорфский, ставший первым в СССР еврейским национальным районом, просуществовавшим до 1941 года. В 1928—1932 в колонии были построены электростанция, типография, больница. В конце 1920-х годах была закрыта синагога, здание перестроено под дом культуры, немцы-колонисты переселились в отдельный посёлок. В 1930 году в Калининдорфе был создан колхоз «Дер вэг цум социализм», объединивший 250 хозяйств. С помощью Агро-джойнта в Калининдорфе была создана одна из первых в УССР МТС, а также имелась птицефабрика и было налажено ткацкое производство. В 1926—1938 годах работала средняя школа с преподаванием на идише. Издавалась районная газета «Колвирт-эмес» и работал еврейский театр.
После оккупации частями Вермахта в Калининдорфе в начале Великой Отечественной войны 16 сентября 1941 года гитлеровцами было расстреляно по меньшей мере 1875 калининдорфских евреев, в этот же день также были расстреляны 996 человек из близлежащего села Штерндорф (см. Холокост на Украине).
В 1944 году посёлок был переименован в Калининское. Близлежащая железнодорожная станция продолжает носить название «Калининдорф». В 1945 году в Калининское вернулись из эвакуации 50 семей и 64 демобилизованных. В 1948 году на братской могиле расстрелянных установлен памятник с надписью на идиш и русском языках.
4 июня 1958 года к Великоалександровскому району были присоединены Боброво-Кутский, Калининский, Ново-Гредневский, Орловский и Чкаловский сельсоветы упразднённого Калининского района.
6 декабря 1960 года Калининское получило статус посёлка городского типа.
В 2016 году в соответствии с законами о декоммунизации Украины посёлок Калининское переименован в посёлок Калиновское (укр. — Калинівське). С 2020 года — в составе Бериславского района.

## Население

### Языковой состав
Родной язык населения по данным переписи 2001 года:
| Язык       | Численность, чел. | Доля     |
| ---------- | ----------------- | -------- |
| Украинский | 1 473             | 92,58 %  |
| Русский    | 109               | 6,85 %   |
| Другое     | 9                 | 0,57 %   |
| Итого      | 1 591             | 100,00 % |